# Mesosetum sclerochloa
Mesosetum sclerochloa är en gräsart som först beskrevs av Carl Bernhard von Trinius, och fick sitt nu gällande namn av Albert Spear Hitchcock. Mesosetum sclerochloa ingår i släktet Mesosetum och familjen gräs. Inga underarter finns listade i Catalogue of Life.